# Carlos Jesús
Carlos Jesús, seudónimo de Carlos Cabello Rey (Sevilla, 24 de enero de 1945 - Dos Hermanas, 27 de enero de 2025) fue un vidente y curandero español que obtuvo fama mediática en la década de 1990 cuando inició su etapa televisiva en el programa de Antena 3 Al ataque.

## Historia
Carlos Jesús obtuvo fama en España entre 1992 y 1993, tras diversas apariciones en programas de televisión como Al ataque de Alfonso Arús, en dos entrevistas realizadas por el periodista Javier Cárdenas, en las que la mofa era la característica principal. Esas dos entrevistas se trocearon para ser emitidas de forma dosificada en dicho programa, además el cómico Alfonso Arús realizaba una imitación del personaje.
Debido a su tirón mediático, Javier Sardà incluyó a Carlos Jesús en su programa Crónicas marcianas, donde explotaron la burla hacia el personaje en cuestión, sonsacando su cualidad discutida de vidente que aseguraba ser la reencarnación de Jesucristo y tener una existencia paralela en un planeta llamado Raticulín. En su existencia terrícola residía en la localidad de Dos Hermanas, Sevilla, en cuya puerta podía leerse un letrero que rezaba Carlos Jesús. Curaciones por fe.
Carlos Jesús se dividía en otras dos personas distintas: Crístofer y Micael. Cuando se transformaba en Micael, hablaba con voz de robot y correspondía a la voz de Jesús. Mientras que Crístofer era el encargado de mantenimiento de las naves espaciales.
Regentó una consulta en Dos Hermanas donde aseguraba "sanar introduciéndose en el cuerpo" de sus clientes.

## Trayectoria
- Al ataque (1992-1993)
- Crónicas marcianas (1999-2005)

## Versión animada
Uno de los personajes de la película animada Justin y la espada del valor, producida de Antonio Banderas, homenajea a Carlos Jesús incluyendo una parodia.

## Frases célebres
- Benditos seáis todos, en el nombre de Yahvé.[9]
- Al mundo vendrán, dentro de poco, 13 millones de naves de alguna confederación intergaláctica, de Ganímedes, de Constelación Orión, de Raticulín, de Alfa, de Beta....[10]